# Puchar Łotwy w piłce siatkowej mężczyzn
Puchar Łotwy w piłce siatkowej mężczyzn (łot. Latvijas volejbola kauss vīriešiem) - cykliczne rozgrywki w piłce siatkowej organizowane corocznie przez Łotewski Związek Piłki Siatkowej (łot. Latvijas Volejbola Federācija, LVF) dla łotewskich męskich drużyn klubowych. 

## System rozgrywek
W Pucharze Łotwy mogą występować kluby grające w lidze bałtyckiej, Nacionālā Līga i ligach niższych. Przed turniejem finałowym rozgrywane są rundy wstępne. Ich liczba zależy od liczby uczestniczących zespołów. Turniej finałowy składa się z półfinałów i finału. Nie jest rozgrywany mecz o 3. miejsce.

## Zwycięzcy
| Rok  | Miejsce finału                                            | Zdobywca pucharu                                          | Finalista                                                 | Wynik finału                                              |
| ---- | --------------------------------------------------------- | --------------------------------------------------------- | --------------------------------------------------------- | --------------------------------------------------------- |
| 2001 | Ryga                                                      | PCSK/LĀSE Rīga                                            | Poliurs Ozolnieki                                         | 3:0 (25:20, 25:17, 25:20)                                 |
| 2002 |                                                           |                                                           |                                                           |                                                           |
| 2003 | Kuldyga                                                   | LĀSE-R/Rīga                                               | Inčukalns/LU                                              | 3:2 (21:25, 19:25, 25:22, 25:22, 15:11)                   |
| 2004 | Ryga                                                      | LĀSE-R/Rīga                                               | Poliurs/Biolar Ozolnieki                                  | 3:1 (25:22, 25:20, 21:25, 25:23)                          |
| 2005 | Ryga                                                      | SK Rīga/LU Inčukalns                                      | Poliurs/Biolar Ozolnieki                                  | 3:1 (25:21, 25:20, 23:25, 25:19)                          |
| 2006 | Ryga                                                      | SK Rīga                                                   | LĀSE-R/Rīga                                               | 3:1 (25:20, 27:25, 23:25, 19:25, 15:12)                   |
| 2007 | Ryga                                                      | Biolars Ozolnieki                                         | LĀSE-R/Rīga                                               | 3:1 (25:11, 25:16, 17:25, 26:24)                          |
| 2008 | Ryga                                                      | LĀSE-R/Rīga                                               | Biolars Ozolnieki                                         | 3:1 (23:25, 25:18, 25:14, 25:23)                          |
| 2009 | Ryga                                                      | LĀSE-R/Rīga                                               | Biolars Ozolnieki                                         | 3:0 (25:21, 25:21, 25:21)                                 |
| 2010 | Jełgawa                                                   | Poliurs Ozolnieki                                         | LĀSE-R/Rīga                                               | 3:1 (23:25, 25:12, 25:19, 25:22)                          |
| 2011 | Ozolnieki                                                 | Poliurs Ozolnieki                                         | VK Biolars Jełgawa                                        | 3:2 (19:25, 19:25, 25:18, 25:20, 15:12)                   |
| 2012 | Dyneburg                                                  | VK Biolars Jełgawa                                        | LĀSE-R/Rīga                                               | 3:2 (25:17, 25:21, 16:25, 19:25, 15:13)                   |
| 2013 | Ryga                                                      | VK Biolars Jełgawa                                        | RTU Robežsardze                                           | 3:1 (25:18, 20:25, 25:22, 25:22)                          |
| 2014 | Ryga                                                      | RTU Robežsardze                                           | Poliurs Ozolnieki                                         | 3:0 (25:15, 25:23, 25:22)                                 |
| 2015 | Ryga                                                      | VK Biolars Jełgawa                                        | Poliurs Ozolnieki                                         | 3:0 (25:19, 25:15, 25:22)                                 |
| 2016 | Ryga                                                      | SK Jēkabpils Lūši                                         | RTU Robežsardze                                           | 3:2 (12:25, 25:16, 31:29, 20:25, 15:11)                   |
| 2017 | Ryga                                                      | SK Jēkabpils Lūši                                         | RTU Robežsardze                                           | 3:0 (25:23, 25:19, 25:16)                                 |
| 2018 | Ryga                                                      | SK Jēkabpils Lūši                                         | OC Limbaži/MSĢ                                            | 3:2 (25:19, 19:25, 21:25, 25:13, 15:13)                   |
| 2019 | Ryga                                                      | RTU Robežsardze                                           | SK Jēkabpils Lūši                                         | 3:0 (25:15, 25:22, 25:20)                                 |
| 2020 | Ze względu na pandemię COVID-19 rozgrywki nie odbyły się. | Ze względu na pandemię COVID-19 rozgrywki nie odbyły się. | Ze względu na pandemię COVID-19 rozgrywki nie odbyły się. | Ze względu na pandemię COVID-19 rozgrywki nie odbyły się. |
| 2021 | Jełgawa                                                   | SK Jēkabpils Lūši                                         | RTU Robežsardze/Jūrmala                                   | 3:2 (25:20, 20:25, 16:25, 25:14, 15:13)                   |
| 2022 | Ryga                                                      | RTU Robežsardze/Jūrmala                                   | SK Jēkabpils Lūši                                         | 3:2 (24:26, 25:22, 25:19, 21:25, 15:13)                   |
| 2023 | Ryga                                                      | SK Jēkabpils Lūši                                         | Ezerzeme/Daugavpils Universitāte                          | 3:0 (25:23, 26:24, 25:20)                                 |
| 2024 | Ryga                                                      | Robežsardze/Rīga                                          | SK Jēkabpils Lūši                                         | 3:1 (22:25, 25:19, 25:14, 25:18)                          |

## Mały Puchar
| Rok       | Miejsce finału | Zdobywca pucharu | Finalista     | Wynik finału                            |
| --------- | -------------- | ---------------- | ------------- | --------------------------------------- |
| 2003      | Kuldyga        | SK Kuldīga       | SK Babīte     | 3:1 (26:24, 25:27, 25:15, 25:21)        |
| 2004      | Ryga           | SK Cēsis/LSPA    | SK Babīte     | 3:2 (25:18, 33:35, 25:22, 14:25, 15:13) |
| 2005      |                | SK Elvi Kuldīga  |               |                                         |
| 2006-2010 |                |                  |               |                                         |
| 2011      | Limbaži        | LSPA             | Ziemeļkurzeme | 3:2 (13:25, 25:18, 25:19, 21:25, 15:8)  |
| 2012      | Windawa        | SK Limbaži       | VK Ventspils  | 3:0 (25:19, 25:17, 25:22)               |